# Jakobus (zoon van Alfeüs)
Jakobus (Grieks: Ἰάκωβος, Iakōbos; Aramees: ܝܥܩܘܒ ܒܪ ܚܠܦܝ, Hebreeuws:יעקב בן חלפי, Ja'akov ben Halfay; Koptisch: ⲓⲁⲕⲱⲃⲟⲥ ⲛⲧⲉ ⲁⲗⲫⲉⲟⲥ), de zoon van Alfeüs, was een van de twaalf apostelen van Jezus Christus (Matteüs 10:3, Marcus 3:17; Lucas 6:14; Handelingen van de Apostelen 1:13). Hij wordt vaak geïdentificeerd met Jakobus de Mindere (of: Jakobus de jongere) (Marcus 15:40). Hij was zeker niet dezelfde als Jakobus de Meerdere, zoon van Zebedeüs, omdat deze in opsommingen van de twaalf apostelen afzonderlijk wordt genoemd.
Hiëronymus veronderstelde dat Jakobus (zoon van Alfeüs) dezelfde was als Jakobus de Rechtvaardige, die volgens hem niet Jezus' broer zou zijn (Galaten 1:19), maar zijn neef (in verband met de eeuwige maagdelijkheid van Maria (moeder van Jezus)). In het westerse christendom vond deze identificatie daarna brede ingang, vooral sinds 560, toen de vermeende relieken van de laatste werden bijgezet in de Santi XII Apostoli in Rome. Tegen deze identificatie pleit dat Jakobus de Rechtvaardige niet een van de twaalf apostelen was.
Volgens een late legende stierf hij een marteldood in Perzië.